# Fusions i adquisicions
Les fusions i adquisicions d’empreses (conegudes per l’acrònim anglès M&A, de "Mergers and Acquisitions") són operacions corporatives que impliquen la integració o compra d’una empresa per part d’una altra, amb l’objectiu de millorar la posició competitiva, generar sinergies, accedir a nous mercats o tecnologies i augmentar el valor per als accionistes.

## Descripció general
Les fusions i adquisicions són estratègies empresarials utilitzades habitualment per a integrar horitzontalment o verticalment empreses del mateix sector o de sectors complementaris. Aquestes operacions poden respondre a diferents motivacions, com ara la recerca d’eficiència operativa, l’accés a canals de distribució nous, la diversificació de productes o la millora de la rendibilitat mitjançant economies d’escala i sinergies.
- Fusió: Es produeix quan dues o més empreses jurídicament independents decideixen unir els seus patrimonis per formar una nova societat, o bé quan una empresa absorbeix el patrimoni de les altres, que deixen d’existir com a entitats independents.[2]
- Adquisició: Consisteix en la compra, per part d’una empresa, del control accionarial d’una altra societat, sense necessitat de fusionar els patrimonis. L’empresa adquirida pot continuar operant sota la seva identitat jurídica, però sota el control de la compradora.[2]

## Objectius i motivacions
Els principals objectius de les fusions i adquisicions inclouen:
- Millorar la competitivitat mitjançant la combinació d’actius i capacitats.
- Accedir a nous mercats geogràfics o segments de clients.
- Incorporar innovació i noves tecnologies.
- Generar sinergies operatives i comercials, com la reducció de costos o l’optimització de la cadena de subministrament.
- Diversificar riscos i ampliar la gamma de productes o serveis.

## Procés de fusions i adquisicions
El procés de M&A sol incloure les següents fases:
- Anàlisi i valoració: S’avalua la situació financera, legal i operativa de l’empresa objectiu ("due diligence") i es determina el seu valor real.
- Negociació i acord: Es defineixen els termes de la transacció, el preu i les condicions.
- Integració: Es planifica la integració de sistemes, processos i equips, així com la gestió del canvi cultural, que sovint representa un dels principals reptes.
- Avaluació d’impacte: S’analitza l’eficiència de la integració i els resultats obtinguts, tant des del punt de vista financer com operatiu.[2]

## Impacte i desafiaments
Les fusions i adquisicions poden tenir un impacte significatiu en les empreses implicades. Entre els principals beneficis destaquen la generació de sinergies, l’eficiència operativa i l’ampliació de mercats. No obstant això, també comporten desafiaments, com la integració de cultures organitzatives diferents, la gestió de redundàncies i la incertesa sobre els resultats futurs.
L’impacte d’aquestes operacions sovint és complex i difícil de predir, i pot afectar tant la rendibilitat com la presa de decisions estratègiques i operatives de les empreses implicades.

## Fusions i adquisicions als Països Catalans
Les fusions i adquisicions (M&A) entre empreses amb seu social als Països Catalans han tingut un paper rellevant en la configuració del teixit empresarial del territori, especialment a Catalunya, on es concentra una part significativa de l’activitat econòmica i financera. Aquestes operacions han estat motivades per diversos factors, com la necessitat de guanyar dimensió, accedir a nous mercats, aprofitar sinergies o afrontar situacions de crisi sectorial o econòmica.

### Circumstàncies i motius
Durant els anys previs al 2025, el context econòmic va condicionar el volum i la naturalesa de les operacions de M&A. Factors com la inflació, l’increment dels tipus d’interès i la incertesa política han frenat el mercat, tot i que l’interès empresarial per aquestes operacions s’ha mantingut. El 2023, per exemple, el nombre d’operacions de fusió i adquisició va caure un 37% a l’Estat espanyol, una tendència que també es va reflectir als Països Catalans, on el preu dels actius i la dificultat per fixar-lo van ser elements determinants.
Els motius principals que porten les empreses del país a fusionar-se o adquirir-ne d’altres inclouen:
- Augmentar la quota de mercat i la capacitat competitiva.
- Diversificar el negoci i reduir la dependència d’un sol sector.
- Accedir a noves tecnologies i coneixement.
- Aprofitar sinergies i economies d’escala per reduir costos i millorar l’eficiència.[4]

En alguns casos, les operacions han estat impulsades per la necessitat de donar resposta a situacions de dificultat financera, com concursos de creditors o reestructuracions, on la fusió o adquisició esdevé una alternativa per garantir la continuïtat empresarial.

### Impacte i casos rellevants
L’impacte de les fusions i adquisicions als Països Catalans ha estat divers. D’una banda, han permès la consolidació de sectors estratègics i la creació de grups empresarials de dimensió internacional, especialment en àmbits com la biotecnologia, la indústria farmacèutica, el sector financer i els serveis. D’altra banda, aquests processos han comportat desafiaments, com la integració de cultures empresarials diferents i la necessitat d’assegurar la viabilitat financera de les operacions.
Un aspecte destacat ha estat el paper de les institucions públiques, com el Govern de la Generalitat de Catalunya, que ha impulsat línies de finançament específiques per a projectes de creixement empresarial, fusions i adquisicions, adreçades a empreses amb seu social a Catalunya i amb una trajectòria consolidada.
A més, el context polític ha tingut un efecte notable en el mapa empresarial, especialment arran dels esdeveniments de l’octubre de 2017, quan diverses empreses rellevants van traslladar la seva seu social fora de Catalunya, oficialment per motius de seguretat jurídica i accés als mercats financers. Aquest fenomen va tenir un impacte directe en la dinàmica de les operacions corporatives i en la percepció internacional de la plaça empresarial catalana.
Entre les empreses que han estat protagonistes d’operacions rellevants de M&A, destaquen:
- Abertis: La companyia d’infraestructures, amb seu històrica a Barcelona, ha estat protagonista de diverses adquisicions i aliances internacionals en el sector de les autopistes i infraestructures, consolidant-se com un dels principals operadors globals del sector.[6]
- Almirall: L’empresa farmacèutica ha protagonitzat diverses adquisicions internacionals per reforçar la seva presència a Europa i Amèrica.[6]
- Banc Sabadell: L’adquisició per part del Banc Sabadell del britànic TSB Bank (2015) va ser una de les operacions internacionals més destacades de la banca catalana.[7] Durant la crisi de 2008 va integrar la CAM.
- CaixaBank: Va absorbir Banca Cívica i Bankia durant la crisi de 2008.[cal citació] Va adquirir la filial espanyola de Barclays, reforçant la seva posició al mercat domèstic i ampliant la seva base de clients i actius.[7]
- Caprabo: La cadena de supermercats catalana va ser adquirida pel grup Eroski, en una de les operacions més destacades del sector de la distribució.[6]
- Catalana Occident: Va comprar la funerària Mémora, operació destacada al sector serveis.[8]
- Gas Natural Fenosa (actual Naturgy): Va adquirir Unión Fenosa i va impulsar la seva expansió internacional, consolidant-se com una de les energètiques més importants de l’Estat espanyol.[6]
- Grifols: El grup biomèdic català ha realitzat adquisicions estratègiques, especialment als Estats Units, que han permès la seva expansió internacional i la consolidació com a referent mundial en el sector dels hemoderivats.[6]
- Fluidra: Amb seu a Sabadell, ha estat protagonista de diverses adquisicions, incloent la fusió amb Zodiac, que li ha permès liderar el sector mundial de la piscina i el benestar.
- Melià Hotels International: Amb seu a Palma, ha realitzat adquisicions i aliances per consolidar-se com una de les principals cadenes hoteleres globals.
- Miquel Alimentació (GM Food): Va ser adquirida pel grup xinès Bright Food, una de les principals empreses de distribució alimentària, amb l’objectiu de convertir-la en plataforma d’entrada de productes europeus al mercat xinès.[7]